# 河野通訓
河野 通訓（こうの みちのり）は、江戸時代後期の旗本。京都町奉行、田安家家老などを歴任した。

## 略歴
西丸目付、日光奉行を務めた後、嘉永元年（1848年）山田奉行に転任し、さらに嘉永3年（1850年）には京都町奉行となる。嘉永6年（1853年）老中阿部正弘が黒船来航への対応について広く意見を求めた際、諸侯諸士に並んで意見書を提出しており、直後に普請奉行に転任。安政2年（1855年）には安政江戸地震が発生したため、普請奉行として江戸城内外の修繕を担当している。その後作事奉行を務めた後、安政5年（1858年）から文久2年（1862年）まで田安家家老（当主：徳川慶頼）を務める。安政6年（1859年）安政の大獄に際しては、一橋家当主徳川慶喜への隠居慎の処分を伝達する役目を、一橋家家老竹田斯綏とともに務めた。